# 加藤茂明
加藤 茂明（かとう しげあき）は、日本の分子生物学者。元東京大学教授。福島県立医科大学特任教授。主な研究テーマは遺伝情報の発現を制御する核内受容体。
幼い頃は昆虫少年であった。一時期は50名近い部下を有し、巨額の公的予算を獲得し、研究成果を多くの著名な国際雑誌に発表した。2012年1月に多数の発表論文について研究不正の告発を受けた。3年に渡る調査の結果、発表した165本の論文のうち33本の論文について不正が認定され、自身を含む5名の教員の解雇処分（相当）及び3名の学位の取消が行われた。この研究不正事件は東大史上最悪の不祥事と呼ばれる。

## 経歴
1983年 東京大学農学部農芸化学科卒業
1986年 ルイ・パスツール大学研究員
1988年 農学博士（東京大学）
1988年 東京農業大学農学部農芸化学科助手
1992年 同 助教授
1996年 東京大学分子細胞生物学研究所助教授
1998年 同 教授
2004年 科学技術振興機構ERATO（戦略的創造研究推進事業）研究総括
2010年 東京大学分子細胞生物学研究所エピゲノム疾患研究センター長
2012年 医療法人相馬中央病院放射線対策室長
2015年 仏国ルイ・パスツール大学医IGBMC客員教授
2016年 公益法人ときわ会 先端医学研究センター
2017年 いわき明星大学（現医療創生大学）地域連携センター特任教授
2018年 中国医科大学医学部客員教授
2019年 医療創生大学大学院生命理工学研究科特任教授
2019年 中国上海市復旦大学公衆衛生院予防医学研究所特別招聘研究員
2020年 福島県立医科大学大学院特任教授

## 和文業績

### 学位論文
- 加藤茂明『ウズラ輸卵管初代細胞培養系における卵白タンパク合成調節機構の解析』東京大学〈博士論文（甲第7787号）〉、1988年3月29日。

### 著書（単著・共著）
- 小川佳宏、加藤茂明、塩田邦郎、中尾光善、酒井寿郎、福岡秀興 共著 著、ネスレ栄養科学会議 監修 編『栄養とエピジェネティクス : 食による身体変化と生活習慣病の分子機構』建帛社、2012年4月。ISBN 978-4-7679-6166-8。

### 著書（編集・監修）
- 加藤茂明 企画 編『核内レセプターと情報伝達』羊土社〈実験医学バイオサイエンス 16〉、1994年8月。ISBN 978-4-89706-759-9。
- 加藤茂明 編 編『転写制御とエピジェネティクス : ゲノムデコードに向けて』南山堂〈The frontiers in medical sciences〉、2008年12月。ISBN 9784525131319。
- 加藤茂明 編 編『受容体がわかる : シグナル伝達を司る受容体の機能から多様な生命現象まで』羊土社〈わかる実験医学シリーズ 基本&トピックス〉、2003年11月。ISBN 4897069580。
- 加藤茂明 編著『現代栄養学を理解するための分子生物学入門』光生館、2010年4月。ISBN 9784332020837。
- 松本俊夫、加藤茂明 編 編『選択的エストロゲン受容体モジュレーター SERM』医薬ジャーナル社、2001年1月。ISBN 4753218678。
- 松本俊夫、加藤茂明 編 編『SERMのすべて』医薬ジャーナル社、2005年2月。ISBN 4753221342。
- 中村利孝、松本俊夫、加藤茂明 監修 編『骨代謝と活性型ビタミンD 過去と現在、そして未来』ライフサイエンス出版、2006年9月。ISBN 4897752256。
- 加藤茂明、植田和光 編 編『シグナル受容機構の解明が導く創薬・治療への躍進』羊土社、2006年3月。ISBN 4758102694。
- 米田俊之、加藤茂明、松本俊夫 編 編『最新の骨研究に迫る : 解明が進む分子機構と骨疾患、そして再生医療へ』羊土社、2002年11月。

### 解説
- 「グルココルチコイドとタンバク質代謝」『日本農芸化学会誌』第61巻第10号、1987年、1309-1311頁。
- 「核内脂溶性リガンド受容体による遺伝子転写調節機構の解析」『日本農芸化学会誌』第68巻第11号、1994年、1559-1566頁。
- 「ステロイドホルモンによる標的遺伝子発現制御の分子メカニズム」『日本比較内分泌学会ニュース』第23巻第84号、1997年、9-14頁。
- 武山健一、佐藤隆史、加藤茂明「ビタミンAによる遺伝子発現の制御」『日本農芸化学会誌』第72巻第10号、1998年、1194-1198頁。
- 吉澤達也、関根圭輔、加藤茂明「ビタミンDによる遺伝子発現の制御」『日本農芸化学会誌』第72巻第10号、1998年、1199-1203頁。
- 「核内レセプターを介した情報伝達機構」『日本薬理学雑誌』第116巻第3号、2000年、133-140頁、doi:10.1254/fpj.116.133。
- 「研究会 第33回河口湖心臓討論会 メインテーマ : 転写調整と心血管系疾患 核内レセプターによる転写制御の分子メカニズム」『心臓』第32巻第2号、2000年、141-152頁。
- 「ビタミンD依存性くる病の分子遺伝学」『日本内科学会雑誌』第91巻第4号、2002年、1158-1160頁。
- 「核内レセプターと転写共役複合体を介した情報伝達の分子機構」『化学と生物』第40巻第7号、2002年、445-451頁。
- 「ステロイドレセプターの遺伝子発現制御機能」『日本農芸化学会誌』第76巻第11号、2002年、1068-1072頁。
- 「脂溶性ホルモン・ビタミンレセプターによる転写制御機構」『日本農芸化学会誌』第78巻第7号、2004年、656-658頁。
- 中村良和、加藤茂明「難治性疾患治療を目指して～医療ニーズと学術研究の接点」『実験医学』（Onlineにも掲載）、2009年1月。
- 「エストロゲンと骨粗しょう症」『化学と生物』第47巻第2号、2009年、128-132頁。
- 藤木亮次、加藤茂明「核内の糖付加による新たな細胞機能制御」『化学と生物』第48巻第5号、2010年、304-305頁。
- 「IT化は知能向上を促しているか?」『化学と生物』第48巻第6号、2010年、367頁。

### 特許
- 特許4027485「医薬品のスクリーニング方法ならびに医薬品の分子設計方法」[8]

（1998年1月14日出願、2007年10月19日登録、出願人：中外製薬）
- 特許5534214「フローサイトメータおよびフローサイトメトリ方法」[9]

（2010年9月30日出願、2014年5月9日登録、出願人：ベイバイオサイエンス株式会社、科学技術振興機構、東京大学）

## 研究不正事件の経緯

### 発覚まで
1996年2月、東京大学の分子細胞生物学研究所に加藤研究室が設立された。母体は1953年に発足した応用微生物研究所の第3研究部（分類・保存）である。2001年に改組で核内情報研究分野と名前が変わるまでは分子系統研究分野と呼ばれた。
1996年12月、JYが加藤研究室の助手としてコロンビア大学から着任した。JYは加藤と面識がなかったが、電話で着任を依頼された。
1997年、HKが加藤研究室に研究生として徳島大学から加わった。東京大学医学部出身のHKは、臨床医時代の指導者であった松本俊夫に医者の世界から出て修行することを勧められていた。
1997年、加藤は戦略的創造研究推進事業のCRESTに総括として採択され、大型の公的研究資金を基に活動を行うようになった。
2002年4月、加藤研究室の助教授になっていたJYは筑波大学に教授として異動した。研究員だったJYの配偶者も同大学の講師になった。
2004年、加藤は戦略的創造研究推進事業のERATOに総括として採択され、日本では最大級の公的研究資金を基に活動を行うようになった。
加藤研究室は他にもSORSTや科研費などの公的研究資金を得ていた。基礎生命科学の分野では日本一潤沢と言っても過言ではないほどの予算に恵まれ、複数のチームから構成される約50名もの人員を恒常的に抱え、毎年多数の論文を著名な国際学術誌に発表するようになっていた。
研究室で強圧的な指導が行われていたことは知られていた。しかし、それは人によっては「加藤先生はデータに厳しい」の一言で済むことであった。論文に不審な点があることも関係者には知られていた。だが、告発を行った研究者は逆に査問を受けて東京大学を追われ、表沙汰にはならなかった。2005年頃にはインターネット上に内情の記載があったとも言われる。しかしながら、外部が不正を認識するには至らなかった。
2006年、大阪大学で告発者が自殺する研究不正事件があった。これを受けて日本分子生物学会は研究倫理を若手に説く「若手教育シンポジウム」を毎年開催するようになった。「若手教育シンポジウム」の座長には加藤が選ばれた。加藤や加藤研究室出身者が複数回壇上から研究倫理を説いた。
2009年11月、加藤研究室の特任講師になっていたHKは群馬大学に教授として異動した。
2011年2月、JYの配偶者とHKは最先端・次世代研究開発支援プログラムに採択され、それぞれ一億円以上の公的研究費の交付内定を異動先で受けた。
2011年の半ば、加藤研究室は、Journal of Steroid Biochemistry and Molecular Biology誌に2004年と2007年に発表した論文を、重複投稿を理由に撤回した。この撤回は2011年6月にRetraction Watchに報じられていたが、この時点では大きな騒ぎになっていなかった。

### 発覚と告発
2011年10月26日、Nature誌に加藤研究室の論文の大量訂正が公告された。これを契機として、加藤研究室がこれまで発表してきた論文のうち24本に不自然な酷似画像や改変の痕跡が大量に含まれていることが、2ちゃんねるのスレッド「捏造、不正論文 総合スレ 4」と「捏造、不正論文 総合スレ 5」において2011年の年末から2012年の年初にかけて指摘された。加藤本人は2011年年末の海外滞在時に部下からかかってきた電話によってその2ちゃんねるの騒ぎを知ることになった。11jigenは、指摘内容を総括するブログ（日本語版、英語版）とYouTubeの公開動画を作り、2012年1月上旬に東京大学に告発文を送付した。この告発は1月25日にScience誌のニュースサイトに取り上げられたことで全世界に周知された。また、同時期に別の告発文が論文誌から送付された。

### 調査中の状況
2012年1月18日、東京大学は予備調査委員会を立ち上げた。しかし、加藤研究室と利害関係がなく、なおかつ研究分野を理解できる専門家を東京大学内で確保するのに困難を極め、調査は遅れた。
2012年1月末、慶應義塾大学のある研究室のホームページに加藤は辞表を提出したという情報が掲載されたが、直ぐに削除された[要出典]。
2012年2月、JYとJYの配偶者が筑波大学で発表した論文に対して、筑波大学に不正の告発が行われた。
2012年3月30日、HKが筆頭著者であるCell誌の論文が撤回された。撤回公告には、HKが撤回に同意するサインを拒絶したことが記されていた。
2012年3月末、加藤は自主的に東京大学を引責退職した。
2012年4月から、加藤は両親の故郷である福島県の南相馬市にある学習塾「番場ゼミナール」でボランティアの講師を務めた。
2012年4月5日、加藤が東京大学を退職したことが報道により公となった。
2012年4月5日以降、加藤と交流があった上昌広や番場さち子、および当時の相馬市市長は、SNSやYahoo Newsなどの媒体で加藤の動静や発言をしばしば発信した。
2012年4月6日、柳田充弘は、加藤は国内外の少数の関係者に経過説明を行っていることを明らかにした。
2012年8月、加藤研究室に所属していた准教授が自主退職した。
2012年11月8日、加藤に研究倫理の若手教育を担当させていた日本分子生物学会の小原雄治理事長は、東大総長および分子細胞生物学研究所理事長に「論文不正問題に関する早急な情報開示の要望書」を送付した。
2012年12月11日、分子生物学会年会において、緊急フォーラム「研究不正を考える―ＰＩの立場から、若手の立場から―」 が開催された。加藤に研究倫理の若手教育を担当させた分子生物学会の担当理事は、任命責任について謝罪を行った。
2013年上旬、桑島巖や由井芳樹が追及を行っていたディオバン事件（不正論文によって数千億円〜数百億円の医療費が無駄になったとされる事件）が毎日新聞によって報道され始め、研究不正問題がメディアに登場する頻度が増えていった。
2013年7月5日、東京大学は11jigenに予備調査の結果を郵送した。加藤研究室が発表した論文165本の全てを東京大学が調査していたことが記載されていた。
2013年7月25日、科学記者の瀬川茂子による調査経過のスクープ記事が、朝日新聞の一面トップに反転見出し付きの5段抜きで掲載された。これにより、事件の巨大さと深刻さが一般にも広く知られることとなった。
2013年7月26日、文部科学大臣下村博文は、記者会見で、「大学の先生というのは立派な先生方だからという、性善説が前提で物事が行われてきた部分があった...（中略）...不正は不正として事前にチェックできるような仕組みというのも、改めて考えていかなければならない時期に、残念ながら来ているのかなと。」と述べた。
2013年7月26日、加藤研究室の疑惑を最初に指摘したと名乗る「ミスターＸ」や、東京大学に告発をした11jigenが、「捏造問題にもっと怒りを」というサイトの掲示板に、動機や現時点の関心について書き込みを行った。この掲示板は、後述の2013年の分子生物学会年会の準備のために近藤滋らが作成した「日本の科学を考える」というホームページの一部である。近藤滋らは、2ちゃんねるなどで論文の疑惑を書き込んでいる匿名の人に対して、匿名のままで良いのでサイトの掲示板に意見を書き込むよう数ヶ月前から呼びかけを行っていた。
2013年8月2日、文部科学省に「研究における不正行為・研究費の不正使用に関するタスクフォース」が設置された。
2013年8月9日、文部科学省と厚生労働省は東京大学の実地調査を行った。
2013年12月3日~5日の分子生物学会年会の会期中、分子生物学会理事会は計6回の研究倫理問題のシンポジウムを3日間かけて行い、文部科学省の複数の幹部やNature編集部員を学会に招き、加藤研究室を含めた研究不正問題を討議した。
2013年12月26日、東京大学は加藤研究室の調査の中間報告を行った。
2014年2月中旬、2014年1月下旬に理化学研究所からNature誌に発表されたSTAP細胞の論文について、不審な点があることが2ちゃんねるなどのインターネット上の書き込み等により発覚した。このSTAP細胞の不正疑惑は、半年以上に渡り全国紙の一面トップやテレビのワイドショーを連日賑わす大騒動となり、研究不正問題の認知度は日本で大きく高まった。加藤研究室の問題を討議していた分子生物学会の理事会はSTAP細胞の不正疑惑について声明を複数回出し、理事たちは専門家としてメディアに頻繁に出演した。
2014年3月末、JYは、筑波大学で発表した論文についての調査を踏まえ筑波大学を自主退職した。
2014年8月1日、加藤研究室の調査の第一次の調査報告が行われ、5本の論文の不正認定、および加藤が論文の撤回を回避するために実験ノートの改竄を指示したことが指摘された。加藤は「今回の件は、科学と真実に身を捧げるべき研究室において、決してあってはならない事態であり、不正行為を察知し未然に防ぐことができなかったことは、全て教室主宰者である私の管理能力の欠如に基づくもので猛省している」「不正の可能性があった論文に対する事後対応（論文訂正の方法）について、不適切な判断があった」「私の弁明や不服申立の内容を十分には考慮しない今回の裁定は、私の名誉を棄損したものとも評価し得るものであり、到底承服できない」とコメントした。
2014年8月5日、STAP細胞論文の責任著者の1人は自殺した。
2014年8月31日、HKは、加藤研究室の論文疑義の調査を踏まえ群馬大学を自主退職し、翌日から都内にあるクリニックの院長となった。
2014年12月21日、STAP細胞論文の筆頭著者は理化学研究所を自主退職した。
2014年12月22日、HKは、博士号を徳島大学から取り消された。

### 東京大学による最終報告
2014年12月26日、東京大学は調査の最終報告を発表した。同日にSTAP細胞についての理研調査委員会の会見も行われたため、この最終報告の記者会見に集まった報道関係者は25人だけであった。
東京大学は調査を終えた全発表論文165本のうち33本について不正を認定した。JYとHKは不正行為に極めて大きな影響を及ぼしたとした。研究室内での特定グループの行為であり、研究室全体の不正行為では無いとの判断も示された。
不正認定を踏まえ、濱田純一東大総長は自らに給与返納の処分を行った。

### 最終報告後の経過
2014年12月30日から2015年1月3日にかけて、前述の「捏造問題にもっと怒りを」のトピックスの掲示板に、日本中の大学や研究機関から発表された84本の医学系の論文についての疑惑が指摘された（匿名Aによる論文大量不正疑義事件）。指摘された論文には、東京大学医学部および東京大学医科学研究所から発表されたものが12本含まれていた。加藤もJournal of Clinical Investigation誌に発表された1本の論文の著者だった。そのため東京大学は、上記の調査の最終報告が完了した直後に、再び加藤も対象者に含まれる大規模な疑義への調査を開始することとなった。
2015年3月23日、東京大学は、加藤研究室に所属していた3名の農学博士号を取り消した。医学研究科から医学博士号を取得していた者については「不正の程度が軽く、論文の結論に影響しない」という理由により取り消しを行わなかった。
2015年7月、かつて加藤研究室に所属していた元准教授はバイオ企業を創業した。
2015年7月31日、東京大学は、匿名Aによる論文大量不正疑義事件で指摘された12本の論文について、研究不正はないとの結論のみを記した文書を公表した。
2016年3月25日、科学技術振興機構は、東京大学と加藤に対して研究費の返還を要求した。
2016年8月、HKが加藤研究室に所属するきっかけとなる助言をした松本俊夫徳島大学名誉教授と加藤は、阿波踊りの会場で対面した。
2016年8月29日、Ordinary_researchersによって、分子細胞生物学研究所の染色体動態研究分野の論文7本について不正があるとの疑義の告発が東京大学になされた。
2017年3月3日、東京大学は、加藤研究室に所属していた加藤自身を含む5名の教員の解雇処分（相当）を行ったことを発表した。東京大学は加藤研究室が受け取った公的な研究費のうち、不正な論文の執筆に関連する約200万円を国側に返還した。
2017年8月1日、Ordinary_researchersによって指摘された論文のうち5本についての不正認定が発表された。Ordinary_researchersは分子細胞生物学研究所の7本と同時に東京大学医学部の論文15本についても告発をしていたが、東京大学医学部の論文については不正はないとの結論のみが発表された。
2018年4月1日、分子細胞生物学研究所は、加藤研究室含めて二つの研究室で大規模な研究不正事件が認定されたことを踏まえ、定量生命科学研究所に改組された。
2019年3月26日、定量生命科学研究所は研究倫理をテーマとしたサイエンスカフェを開催した。所長の白髭克彦は事件について講演し、池上彰やNHKの稲垣雄也やサイエンスライターの詫摩雅子（古田彩の代役）とパネルディスカッションを行った。
2020年1月15日、榎木英介は、『研究不正と歪んだ科学: STAP細胞事件を超えて』の出版記念シンポジウムにおいて、東大の調査において最後まで黙秘した者は不正を認定されなかったという情報を提供した。
2020年3月、博士号が取り消された加藤研の3名のうち1人は、かずさDNA研究所で挙げた成果を元に再び東京大学の博士号を取得した。
2020年7月29日、加藤研究室に所属していた准教授が創業したバイオ企業は東京都登録衛生検査所となり、コロナ禍での検査に貢献した。
2020年9月4日、東京大学総長選挙の予備選で1位の得票数となった宮園浩平は、不祥事を起こした加藤との関係を元総長に追及され、1位にもかかわらず最終候補者から外された。
2024年6月、生化学誌の紙冊子において、2024年11月6日の日本生化学会大会で行われるシンポジウムで加藤がオーガナイザーを務めることが記載された。一方、日本生化学会大会のホームページではその記載が伏せられた。

## 研究不正事件の論点

### 原因について
- 中間報告書と最終報告書には、加藤研究室には実験結果の図をあらかじめ作製して論文の該当箇所に仮置きする習慣があり、その仮置きした図を実験データで差し替えなかったケアレスミスが原因の一つであるとするような記述があった[3][5]。しかし、調査委員の一人は覆面でNHKの番組に出演し、実験ノートを見ても実験を行った形跡がないことを根拠としてケアレスミスを否定した[33]。
- 最終報告書には、加藤が国際的に著名な学術雑誌への論文掲載を過度に重視し、そのためのストーリーに合った実験結果を求める姿勢に甚だしい行き過ぎが生じ、それをJYとHKらのスタッフが助長し、特定の研究グループにおいて杜撰なデータ確認、実験データの取扱い等に関する不適切な指導、実施困難なスケジュールの設定、学生等への強圧的な指示・指導が長期にわたって常態化していたことが捏造・改竄を生んだというように記載されていた[5]。これに対して加藤は「強制的な態度や過度の要求などをしたことはない」と反論した[92]。

### 調査について
- 元分子生物学会理事長の小原雄治は「調査報告書を読んでも、なぜ不正があったのか、原因と経過がわからず、本当の意味での再発防止策が立てられない」と2015年4月6日号のAERAにおいて批判した[93]。一方、東大総長の濱田純一は「100人にのぼる関係者にヒアリングして、ていねいな調査をした。時間がかかったのはやむをえない。裁判になったときに名誉毀損にならないように、証拠がないことは推測では書けない。突っ込み不足、物足りない面はあるかもしれないが、ギリギリのところで書いた」と退任前の記者会見で述べた[93]。
- 調査が長期化したことについて分子生物学会は懸念を表明した[53]。

### 再発防止について
- 東京大学は黒木登志夫を委員長とする委員会によって再発防止策を講じたとしていた[5]。しかし、前述の通り、同じ研究所の別の研究室から同様の深刻な事案が調査終了の1年半後に発覚し、その事案には加藤研究室の調査終了直後の2015年に発表された論文が含まれていた[83]。

### 弁償について
- 加藤研究室は総計約30億円の公的研究費を受領していたが[94]、東京大学は前述の通り国に約200万円しか返還していない[82]。2018年10月24日に開催された財務省の財政制度分科会では、論文の投稿料等にあたる少額しか返還されていない点に疑問が呈された[95]。

## 科学的な適切性を欠いた論文についての対応一覧
| 中間報告書の 管理番号 | 雑誌名                           | 発表年 | DOI                              | 11jigenの関与 | 論文誌の対応 | 最終報告における裁定                   |
| --------------------- | -------------------------------- | ------ | -------------------------------- | ------------- | ------------ | -------------------------------------- |
| 1                     | Genes Dev                        | 2010   | 10.1101/gad.1857410              | 告発した      | 訂正済       | 不正は認定せず                         |
| 2                     | JBC                              | 2009   | 10.1074/jbc.M109.009738          | 告発した      | 撤回した     | 不正を認定。実行者は不明のまま調査終了 |
| 3                     | Nature                           | 2009   | 10.1038/nature08456              | 告発した      | 撤回した     | 不正を認定。実行者を特定               |
| 4                     | MCB                              | 2009   | 10.1128/MCB.00884-08             | 告発した      | 撤回した     | 不正を認定。実行者を特定               |
| 5                     | PNAS                             | 2009   | 10.1073/pnas.0809819106          | 告発した      | 訂正済       | 不正は認定せず                         |
| 6                     | Genes Cells                      | 2007   | 10.1111/j.1365-2443.2007.01131.x | 告発した      | 撤回した     | 不正を認定。実行者を特定               |
| 7                     | Nat Cell Biol                    | 2007   | 10.1038/ncb1647                  | 告発した      | 撤回した     | 不正を認定。実行者を特定               |
| 8                     | MCB                              | 2007   | 10.1128/MCB.02039-06             | 告発した      | 訂正済       | 不正は認定せず                         |
| 9                     | MCB                              | 2007   | 10.1128/MCB.00409-07             | 告発した      | 撤回した     | 不正を認定。実行者を特定               |
| 10                    | JBC                              | 2006   | 10.1074/jbc.M510157200           | 告発した      | 撤回した     | 不正を認定。実行者は不明のまま調査終了 |
| 11                    | MCB                              | 2007   | 10.1128/MCB.00813-07             | 告発した      | 撤回した     | 不正を認定。実行者は不明のまま調査終了 |
| 12                    | J Pharmacol Exp Ther             | 2005   | 10.1124/jpet.105.087643          | 告発した      | 撤回した     | 不正を認定。実行者を特定               |
| 13                    | J Pharmacol Sci                  | 2005   | 10.1254/jphs.fmj04008x5          | 告発した      | 撤回した     | 不正は認定せず                         |
| 14                    | Genes Cells                      | 2004   | 10.1111/j.1365-2443.2004.00777.x | 告発した      | 撤回した     | 不正は認定せず                         |
| 15                    | EMBO J                           | 2004   | 10.1038/sj.emboj.7600157         | 告発した      | 撤回した     | 不正を認定。実行者は不明のまま調査終了 |
| 16                    | Cell                             | 2003   | 10.1016/s0092-8674(03)00436-7    | 告発した      | 撤回した     | 不正を認定。実行者を特定               |
| 17                    | Nature                           | 2003   | 10.1038/nature01606              | 告発した      | 無           | 不正は認定せず                         |
| 18                    | Nat Cell Biol                    | 2003   | 10.1038/ncb942                   | 告発した      | 撤回した     | 不正を認定。実行者を特定               |
| 19                    | MCB                              | 2002   | 10.1128/MCB.22.11.3698-3706.2002 | 告発した      | 撤回した     | 不正を認定。実行者は不明のまま調査終了 |
| 20                    | NAR                              | 2002   | 10.1093/nar/30.6.1387            | 告発した      | 無           | 不正は認定せず                         |
| 21                    | Neuron                           | 2002   | 10.1016/s0896-6273(02)00875-9    | 告発した      | 無           | 不正は認定せず                         |
| 22                    | EMBO J                           | 2001   | 10.1093/emboj/20.6.1341          | 告発した      | 撤回した     | 不正を認定。実行者は不明のまま調査終了 |
| 23                    | JBC                              | 1999   | 10.1074/jbc.274.19.12971         | 無            | 撤回した     | 不正を認定。実行者は不明のまま調査終了 |
| 24                    | BBRC                             | 1996   | 10.1006/bbrc.1996.0755           | 無            | 無           | 不正は認定せず                         |
| 25                    | BBRC                             | 2004   | 10.1016/j.bbrc.2004.05.157       | 無            | 無           | 不正は認定せず                         |
| 26                    | MCB                              | 2009   | 10.1128/MCB.02123-07             | 無            | 訂正済       | 不正は認定せず                         |
| 27                    | EMBO J                           | 2005   | 10.1038/sj.emboj.7600853         | 無            | 撤回した     | 不正を認定。実行者を特定               |
| 28                    | Mol Cell Endocrinol              | 2007   | 10.1016/j.mce.2006.12.014        | 無            | 撤回した     | 不正を認定。実行者を特定               |
| 29                    | Genes Cells                      | 2008   | 10.1111/j.1365-2443.2008.01244.x | 無            | 撤回した     | 不正を認定。実行者を特定               |
| 30                    | Mol Cell                         | 2002   | 10.1016/s1097-2765(02)00478-1    | 無            | 撤回した     | 不正を認定。実行者を特定               |
| 31                    | Endocrinology                    | 1999   | 10.1210/endo.140.5.6691          | 無            | 無           | 不正は認定せず                         |
| 32                    | JBC                              | 2001   | 10.1074/jbc.M107844200           | 無            | 撤回した     | 不正を認定。実行者は不明のまま調査終了 |
| 33                    | BBRC                             | 2002   | 10.1016/S0006-291X(02)00564-8    | 無            | 無           | 不正を認定。実行者を特定               |
| 34                    | PNAS                             | 2004   | 10.1073/pnas.0305303101          | 無            | 無           | 不正は認定せず                         |
| 35                    | Oncogene                         | 2004   | 10.1038/sj.onc.1207786           | 無            | 撤回した     | 不正を認定。実行者は不明のまま調査終了 |
| 36                    | Genes Cells                      | 2005   | 10.1111/j.1365-2443.2005.00904.x | 無            | 撤回した     | 不正を認定。実行者は不明のまま調査終了 |
| 37                    | EMBO J                           | 2007   | 10.1038/sj.emboj.7601548         | 無            | 撤回した     | 不正を認定。実行者は不明のまま調査終了 |
| 38                    | Nature                           | 2007   | 10.1038/nature05683              | 無            | 無           | 不正は認定せず                         |
| 39                    | Arch Biochem Biophys             | 2007   | 10.1016/j.abb.2006.07.015        | 無            | 撤回した     | 不正を認定。実行者は不明のまま調査終了 |
| 40                    | EMBO Rep                         | 2008   | 10.1038/embor.2008.55            | 無            | 撤回した     | 不正は認定せず                         |
| 41                    | Nature                           | 2009   | 10.1038/nature07954              | 無            | 撤回した     | 不正を認定。実行者を特定               |
| 42                    | PNAS                             | 2009   | 10.1073/pnas.0901184106          | 無            | 撤回した     | 不正を認定。実行者は不明のまま調査終了 |
| 43                    | JBC                              | 2010   | 10.1074/jbc.M109.077024          | 無            | 撤回した     | 不正を認定。実行者は不明のまま調査終了 |
| 44                    | PNAS                             | 2010   | 10.1073/pnas.1010307107          | 無            | 撤回した     | 不正を認定。実行者は不明のまま調査終了 |
| 45                    | Cold Spring Harb Symp Quant Biol | 2011   | 10.1101/sqb.2011.76.010736       | 無            | 無           | 不正は認定せず                         |
| 46                    | Mol Cell                         | 2009   | 10.1016/j.molcel.2009.08.017     | 無            | 撤回した     | 不正を認定。実行者を特定               |
| 47                    | MCB                              | 1999   | 10.1128/MCB.19.8.5363            | 無            | 撤回した     | 不正を認定。実行者は不明のまま調査終了 |
| 48                    | JBC                              | 2000   | 10.1074/jbc.C000517200           | 無            | 撤回した     | 不正を認定。実行者は不明のまま調査終了 |
| 49                    | PNAS                             | 2006   | 10.1073/pnas.0506736102          | 無            | 無           | 不正は認定せず                         |
| 50                    | Nat Cell Biol                    | 2007   | 10.1038/ncb1577                  | 無            | 撤回した     | 不正を認定。実行者は不明のまま調査終了 |
| 51                    | BBRC                             | 2010   | 10.1016/j.bbrc.2010.02.167       | 無            | 無           | 不正は認定せず                         |